# Знак отличия для восточных народов
Знак отличия для восточных народов (нем. Tapferkeits- und Verdienstauszeichnung für Angehörige der Ostvölker) — наградной знак Германии времён Второй мировой войны. Он использовался для награждения военнослужащих добровольцев из числа славянских народов.

## История
Нападение 22 июня 1941 года на Советский Союз Германии и её союзников (Румынии, Финляндии, Венгрии, Словакии и Италии), ознаменовавшее для СССР начало советско-немецкой войны, привело к установлению на части территории СССР приблизительно с одной третью населения страны контроля Германии и её союзников. На территориях, оккупированных нацистской Германией и его союзниками, оказалось около 70 миллионов советских граждан. В частях Вермахта с 1940 по 1945 гг. служило до 1,5 миллиона граждан СССР.
Для награждения этих военнослужащих постановлением Адольфа Гитлера от 14 июля 1942 года был введён специальный знак отличия для восточных народов. Право награждения предоставлялось рейхсминистру восточных оккупированных территорий Альфреду Розенбергу и генерал-инспектору восточных войск Вермахта.
Под «восточными формированиями» в контексте статута данного знака отличия подразумевались:
- туркестанские подразделения,
- казачьи части,
- восточные легионы,
- добровольцы в составе немецких формирований.

С мая 1943 года в этот список были включены и служащие из состава шутцманшафт, полицейских и охранных формирований.
С 29 октября 1942 года право получения награды было распространено и на немецких военнослужащих из числа командного состава «восточных формирований», которые получали их в качестве памятного почётного знака (нем. Erinnerungsabzeichen). Для них предпосылкой для получения знака отличия II класса «в серебре» с мечами было наличие Железного креста 2-го класса, а для знака отличия I класса «в серебре» с мечами — Железного креста 1-го класса.
С 14 февраля 1944 года знаком отличия без мечей различных классов «в серебре» могли быть награждены служившие в «восточных формированиях» немецкие военнослужащие, бывшие обладателями креста «За военные заслуги».
Для получения более высоких степеней и классов знака требовалось ранее иметь предыдущие (исключения из этого правила делались только в случае проявления особых заслуг). При этом допускалось неоднократное награждение знаком отличия II класса одной и той же степени. Так, имелись случаи троекратного награждения одного и того же лица знаком отличия II класса «в бронзе». Известный коллаборационист, майор РККА Иван Никитич Кононов, перешедший на сторону Германии и дослужившийся в Вермахте до чина полковника, а затем в Комитете освобождения народов России до чина генерал-майора, в ходе войны был награждён германским командованием знаком отличия для восточных народов второго класса «в бронзе» с мечами (дважды), «в серебре» с мечами (один раз), «в золоте» с мечами (дважды), знаком отличия для восточных народов первого класса «в серебре» с мечами, а также «Восточной медалью» и Железными крестами второго и первого классов.
В 1957 г. выжившим обладателям знака отличия было разрешено его ношение на территории Западной Германии в неизменённом виде, так как на нём не были изображены свастика или другие символы нацистской Германии.

## Описание
Представляет собой восьмиконечную звезду с рельефными лучами, в центре которой имеется круглый щиток с растительным орнаментом (цветок с шестью лепестками, окаймлённый лавровыми листьями). На знаке «с мечами» имелись изображения двух скрещённых по диагонали мечей рукоятями вниз, проходящие под щитком через центр звезды и не выходящие за её пределы. Мечи были довольно слабо рельефно обозначены и терялись на фоне лучей звезды.
Знаки I класса имеют диаметр 48 мм, II класса — 40 мм. 
Ширина ленты у знаков II класса — 32 мм.
Знаки I класса крепили к одежде при помощи имевшейся на оборотной стороне знака булавки (на груди слева, ниже Железного креста I класса или Креста Военных заслуг I класса).
Знаки II класса носили на груди на ленте (слева, после остальных германских наград):
знаки II класса «в золоте» — на ленте светло-зелёного цвета с красными полосками у краёв;
знаки II класса «в серебре» — на ленте зелёного цвета с белыми полосками у краёв;
знаки II класса «в бронзе» — на ленте тёмно-зелёного цвета.
При ношении ленты на планке — если знак «с мечами» — на этой планке имелись скрещённые мечи жёлтого металла. Вместо знаков II класса допускалось ношение ленты соответствующей расцветки на планке или в петлице мундира.
Знак имел в целом невыразительный дизайн. То, что он был учреждён именно в форме звезды (а не креста), с отсутствием на нём свастики (имевшейся почти на всех германских наградах нацистского периода), с использованием ленты зелёного цвета разных оттенков, — объяснялось тем, что данная награда предназначалась в том числе лицам мусульманского вероисповедания.

## Степени знака
| Перечень знаков отличия для восточных народов | Перечень знаков отличия для восточных народов | Перечень знаков отличия для восточных народов | Перечень знаков отличия для восточных народов | Перечень знаков отличия для восточных народов | Перечень знаков отличия для восточных народов | Перечень знаков отличия для восточных народов |
|                                               | I класс                                       | I класс                                       | II класс                                      | II класс                                      | II класс                                      |                                               |
|                                               | «в золоте»                                    | «в серебре»                                   | «в золоте»                                    | «в серебре»                                   | «в бронзе»                                    |                                               |
| --------------------------------------------- | --------------------------------------------- | --------------------------------------------- | --------------------------------------------- | --------------------------------------------- | --------------------------------------------- | --------------------------------------------- |
|                                               |                                               |                                               |                                               |                                               |                                               |                                               |
| с мечами                                      |                                               |                                               |                                               |                                               |                                               |                                               |
| без мечей                                     |                                               |                                               |                                               |                                               |                                               |                                               |

## Известные награждённые
- Благовещенский, Иван Алексеевич
- Буняченко, Сергей Кузьмич
- Бычков, Семён Трофимович
- Власов, Андрей Андреевич
- Ганько, Михаил Ефимович
- Добровольский, Константин Августинович
- Каминский, Бронислав Владиславович
- Кононов, Иван Никитич
- Мальцев, Виктор Иванович
- Меньшагин, Борис Георгиевич
- Омельянович-Павленко, Иван Владимирович
- Савостьянов, Александр Александрович
- Форостовский, Леонтий Иванович
- Ребане, Альфонс
- Ширяев, Борис Николаевич
- Смысловский, Борис Алексеевич
- Юхновский, Александр Иванович